# Astropyga radiata
El falso erizo de fuego (Astropyga radiada), es un erizo de mar que vive en el océano Indo-Pacífico, en fondos arenosos.

## Descripción
Es un gran erizo de mar rojo oscuro pero de que su gama de color también puede ir de beige a negro profundo pasando por numerosos matices de violeta, de rojo y de naranja. A menudo habita los herbarios arenosos de las lagunas coralinas, entre 0 y 30m de profundidad, pero puede ser también encontrado sobre las inclinaciones externas de las barreras de coral. Su forma es un poco aplastada, y las largas espinosas agrupadas, negras o rojas, dejan a menudo aparecer cinco zonas desnudas en forma de V de un rojo profundo que hace pensar a una cruz de Malta de 5 ramas. Estas zonas son las áreas interambulacrares, y son orilladas de puntos azules iridescentes muy luminosos pero no bioluminescentes.
Los juveniles generalmente son de un rojo más claro hasta casi blanco, y este trato puede persistir en cierta medida de los adultos, explicando la presencia de individuos rojos o mismo beiges en el medio de un grupo de rizos de mar negros. Los picantes, largos, fines y cables, son anellatos en los jóvenes individuos, y todavía pueden ser de bastantes colores en los adultos. Son de dos tipos, los más largos servendo a la locomoción y los más cortos a la defensa, equipados de glándulas a veneno. La concha de este rizo puede superar 20cm, con espinas de 5cm ; más es grande y más su forma es aplastada. La papila anal es muy visible sobre el haga aborala, y su color generalmente está cerca de la de la "estrella". 

## Astropyga radiata y el Hombre
Es un animal corriente por ciertas regiones donde los herbarios de lagunas son importantes. No es de ninguna valor comercial, y no parece consumido en ningún país de su área de reparto. Su talla y sus colores limitan los riesgos de caminar arriba por inadvertencia, contrariamente a algunos de sus primos como tripneustes y Echinometra mathaei, que a menudo habita los mismos lugares.

## Galería de imágenes

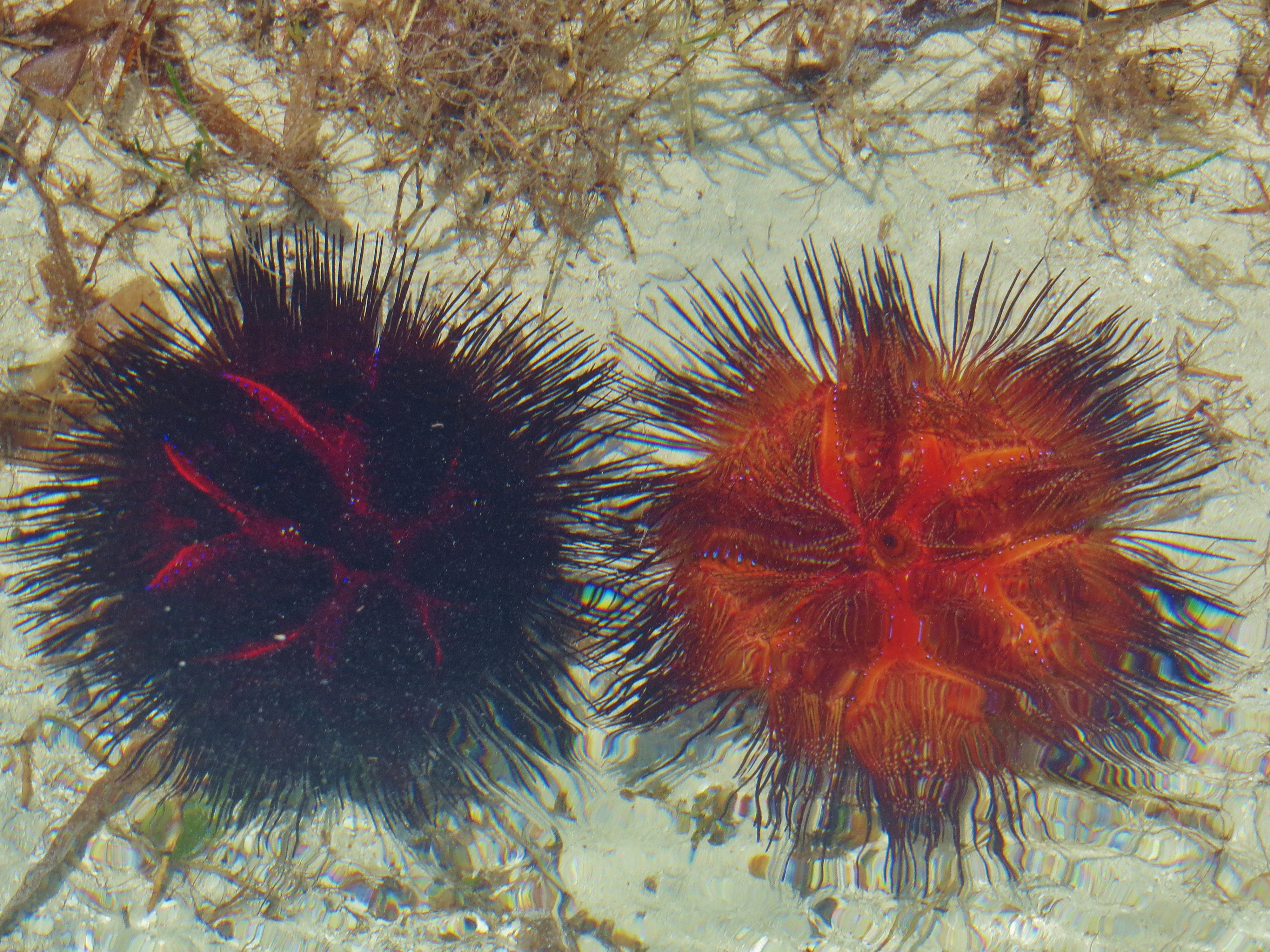
Forma negra y forma roja, en Kenia.
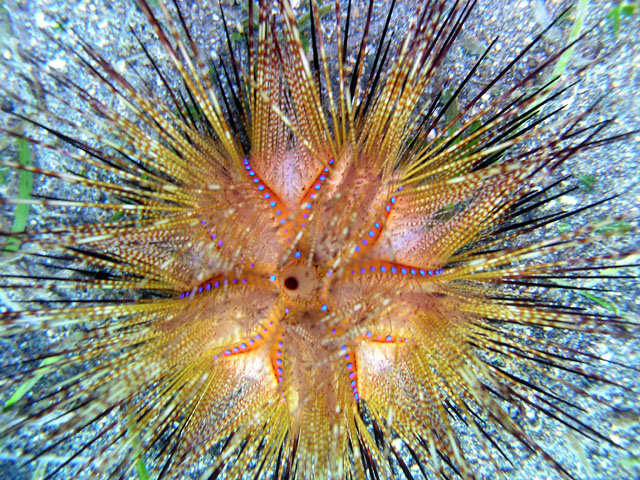
Forma clara a las Filipinas.
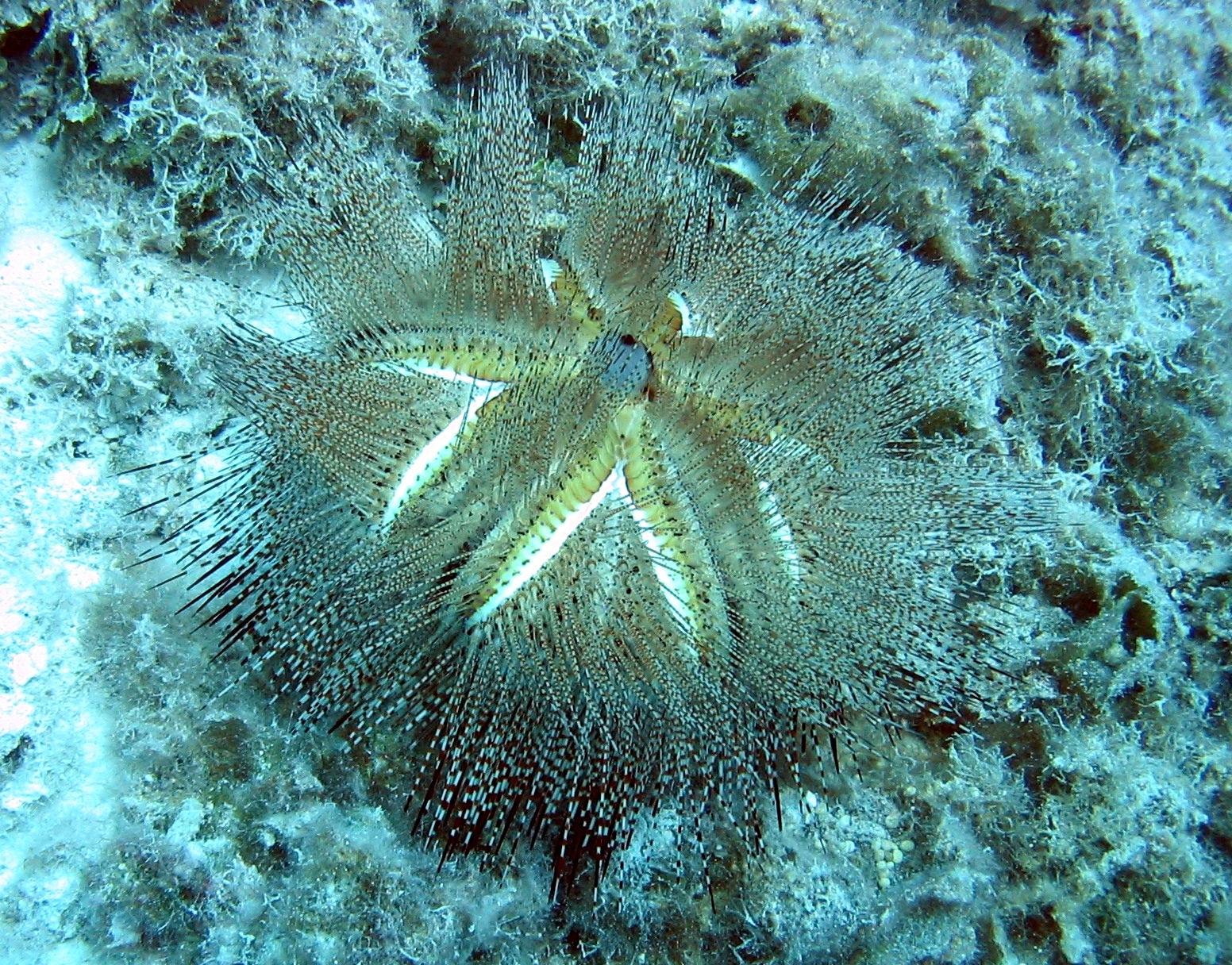
Forma blanca, en Hawaii.
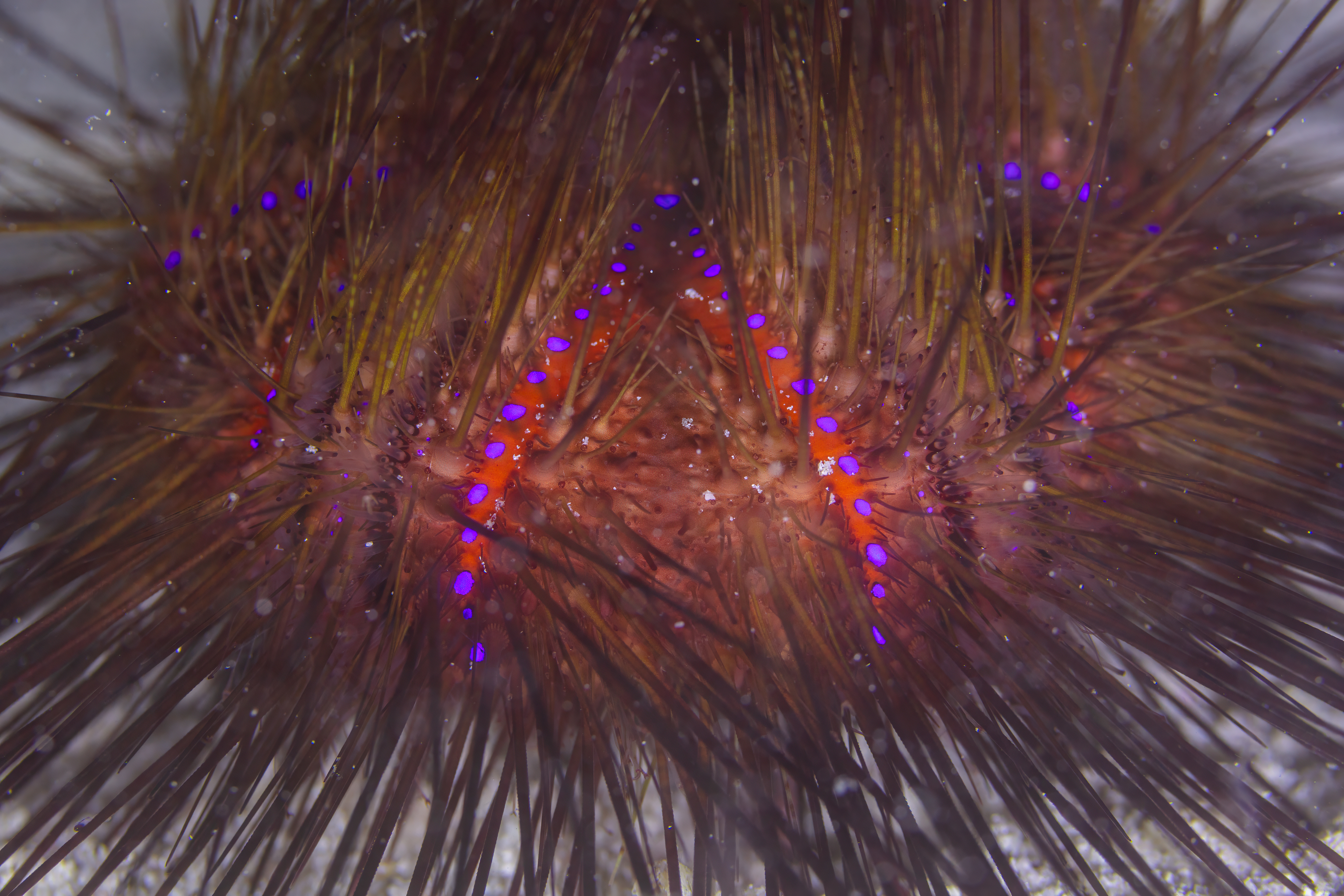
Detalle.